# Momordica balsamina
Momordica balsamina, auch Balsamapfel, Balsamgurke, Balsamkürbis, Balsamine (von gleichbedeutend lateinisch Balsamina) oder Wunderapfel genannt, ist eine Pflanzenart aus der Gattung Bittermelonen (Momordica) innerhalb der Familie der Kürbisgewächse (Cucurbitaceae). Sie kommt in Afrika südlich der Sahara vor.

## Beschreibung

### Vegetative Merkmale
Momordica balsamina ist eine kletternde, einjährige bis ausdauernde krautige Pflanze. Der bis zu 5 Meter lange Stängel ist dünn, kantig und schwach behaart. Die ganze Pflanze besitzt einen schlechten Geruch und enthält einen scharfen Saft.
Die wechselständig angeordneten Laubblätter sind in Blattstiel und -spreite gegliedert. Der behaarte Blattstiel ist kurz. Die weiche, dünne Blattspreite ist bis zu 12 Zentimeter groß, herzförmig und im Umriss breit-eiförmig bis rundlich. Die spärlich behaarte Blattspreite ist handförmig geteilt und fünf- bis siebenlappig und die Blattlappen sind jeweils mehrfach gelappt oder entfernt spitziggezähnt. Die Blattränder sind ganz und oft bespitzt auf den Lappenspitzen oder Zähnen. Die dünnen Ranken sind einfach und lang.

### Generative Merkmale
Momordica balsamina ist einhäusig gemischtgeschlechtig (monözisch). Die teils lang gestielten Blüten erscheinen einzeln, seitenständig über jeweils einem Deckblatt.
Die eingeschlechtigen Blüten sind fünfzählig mit doppelter Blütenhülle. Der fein behaarte Kelch ist fünflappig. Die Blütenkrone ist weiß oder gelb.
Die weiblichen Blüten sind kurz gestielt, der Fruchtknoten ist unterständig und einkammerig und etwas unterhalb des Kelchs (epiperigyn). Der Griffel ist dreiästig mit einer geteilten Narbe pro Ast. Es können Staminodien vorhanden sein. Die männlichen Blüten sind länger gestielt und haben fünf, zu dreien vereinigte, verwachsene Staubblätter, mit fedrigen und ästigen Staubbeuteln. Unten an den Staubfäden können innen Anhängsel ausgebildet sein.
Die bei Reife roten oder orangefarbenen, ledrigen Beeren (Panzerbeere, Pepo) sind spitzig-höckrig, bei einer Länge von 4,5 bis 7 Zentimetern ellipsoid und kurz geschnäbelt. Zur Fruchtreife öffnen sich die Früchte dreiklappig und entlassen die vielen Samen. Die bis etwa 1 Zentimeter großen, elliptischen und bräunlichen, skulptierten Samen sind jeweils in einem roten, klebrigen Samenmantel „Pulpe“ (falscher Arillus) eingehüllt.
Die Chromosomenzahl beträgt 2n = 22.

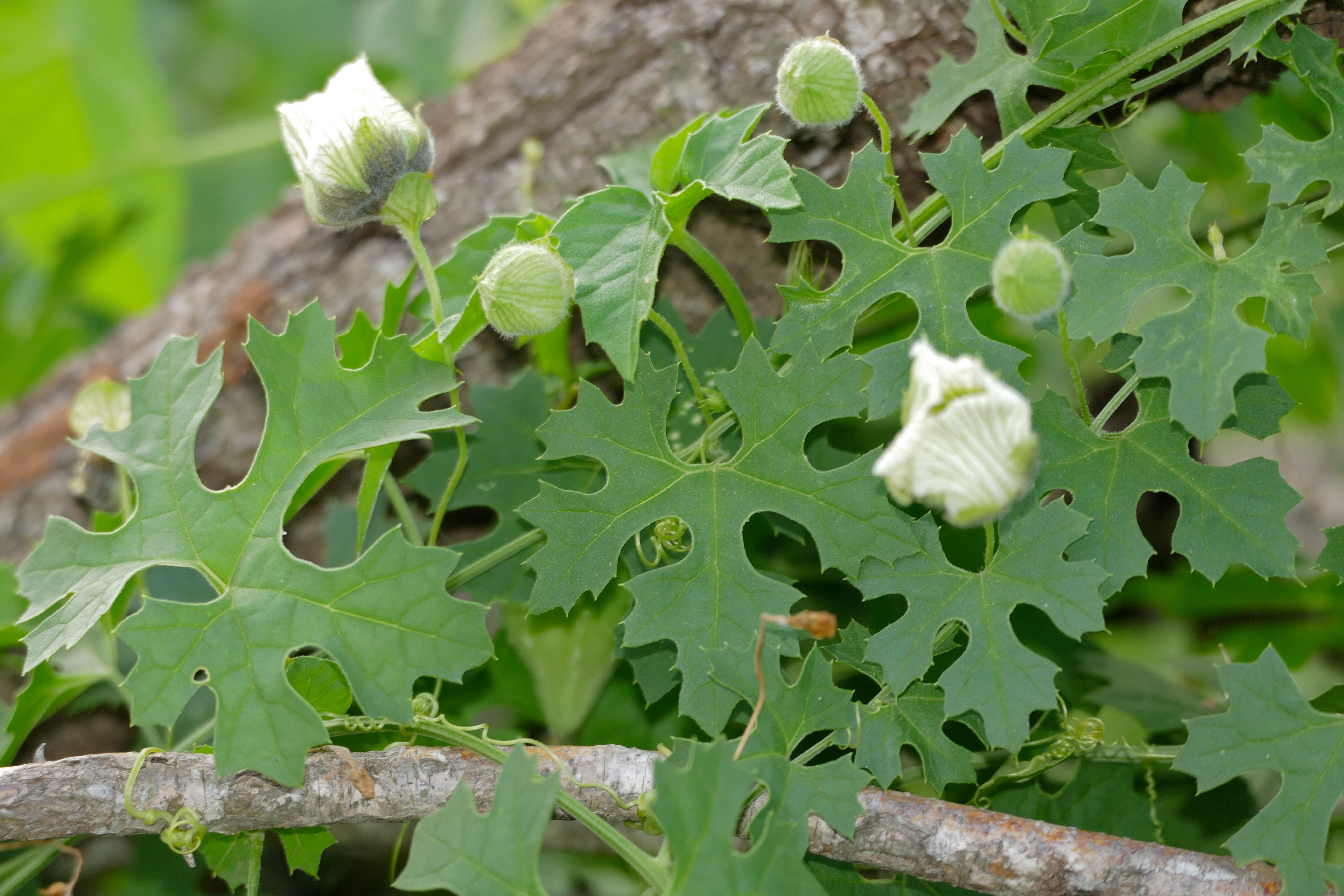
Laubblätter
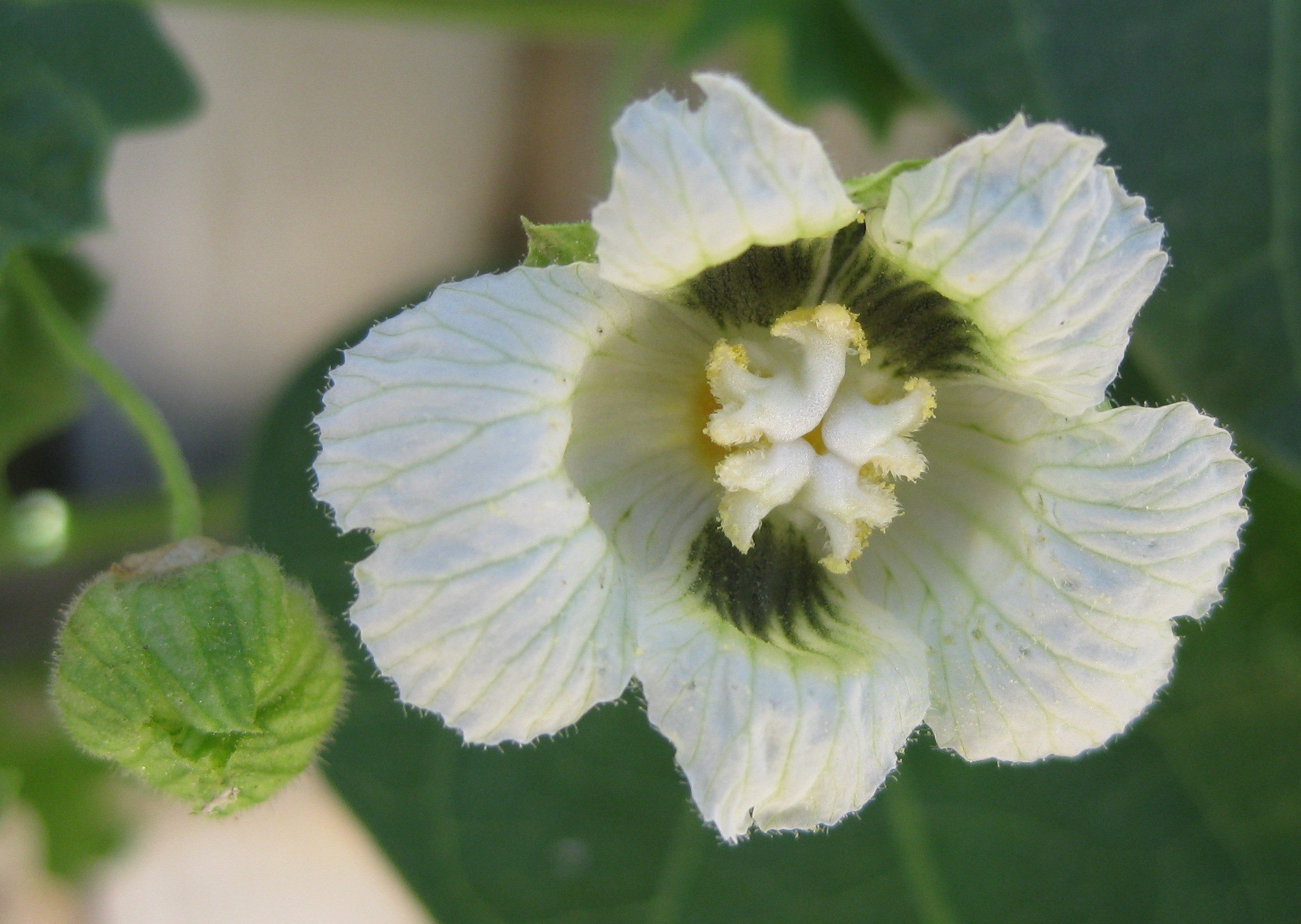
Männliche Blüte
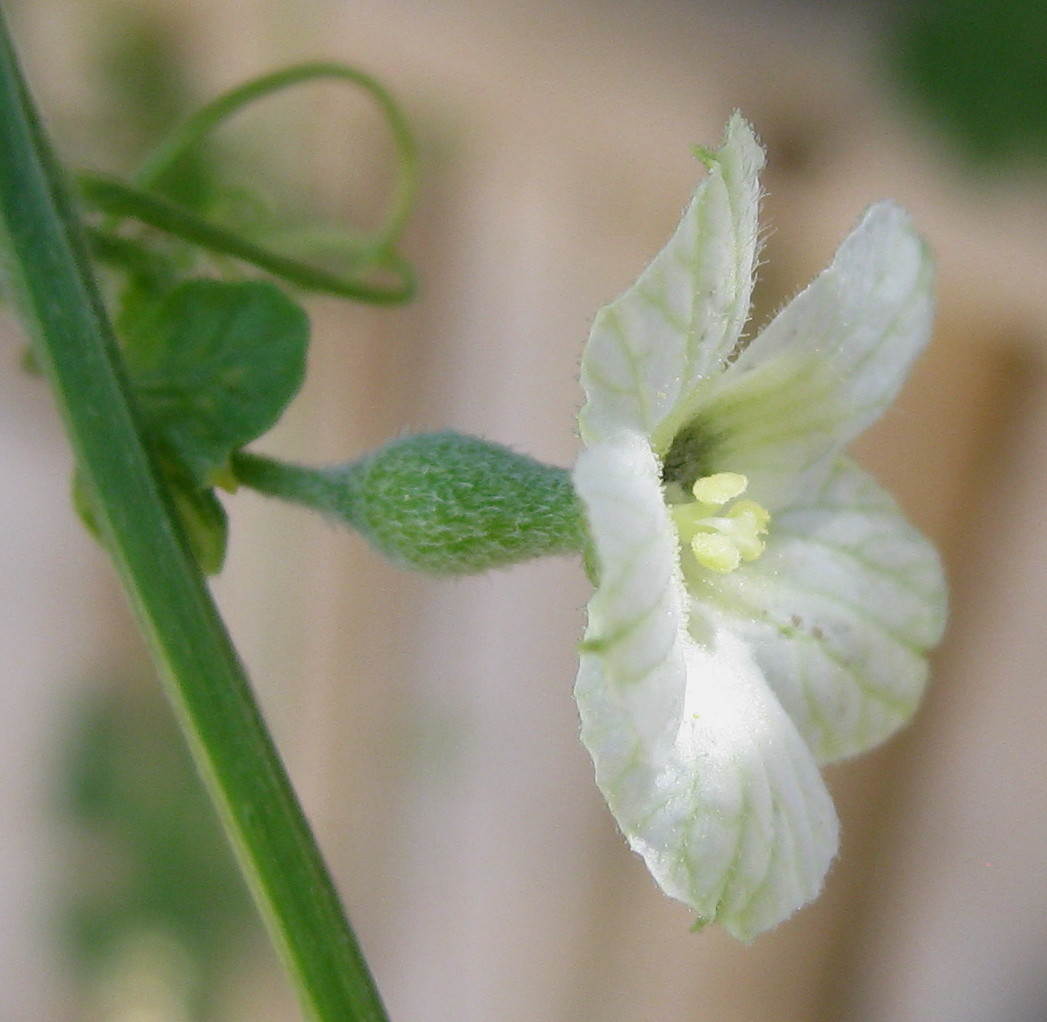
Weibliche Blüte mit unterständigem Fruchtknoten
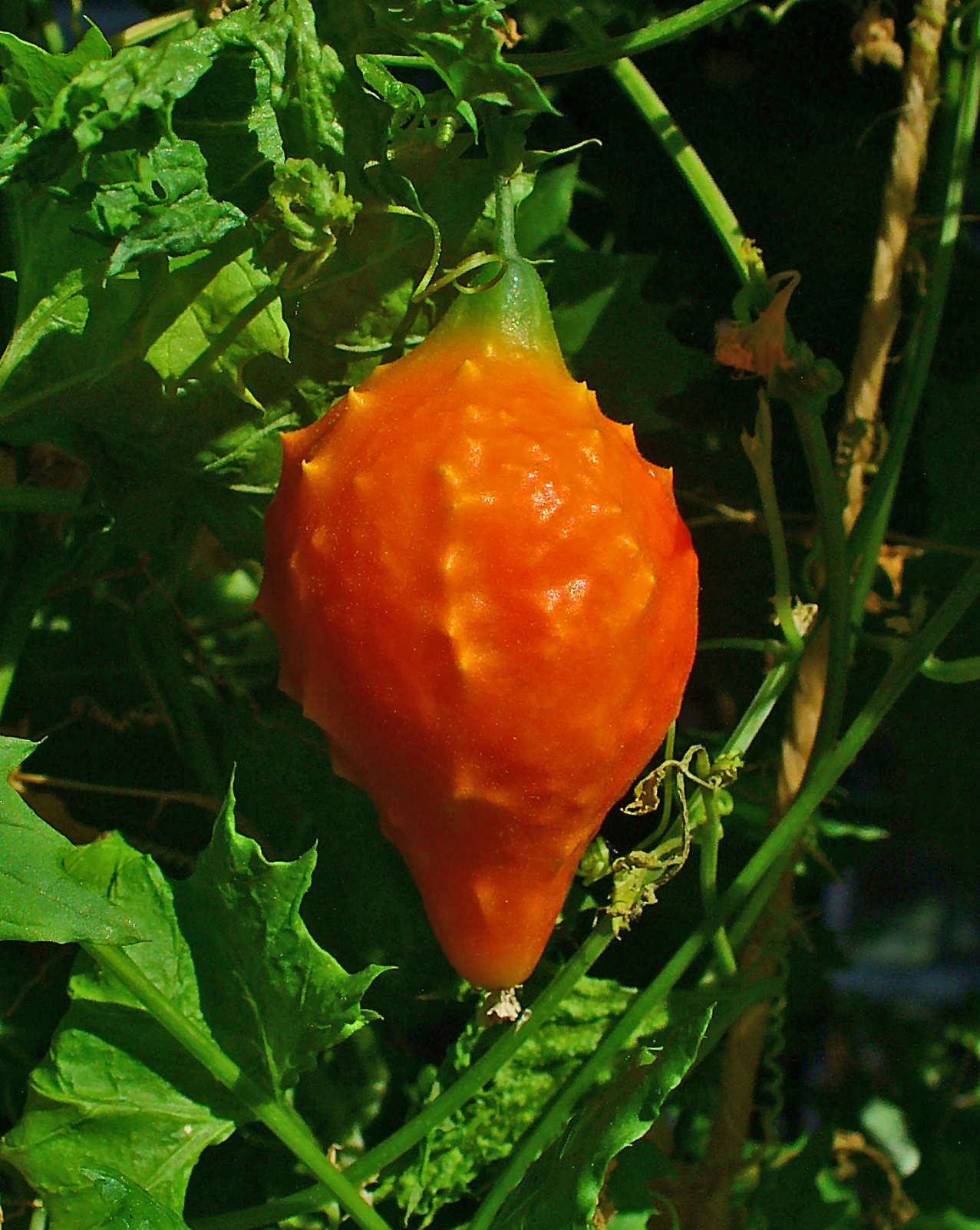
Reife Frucht
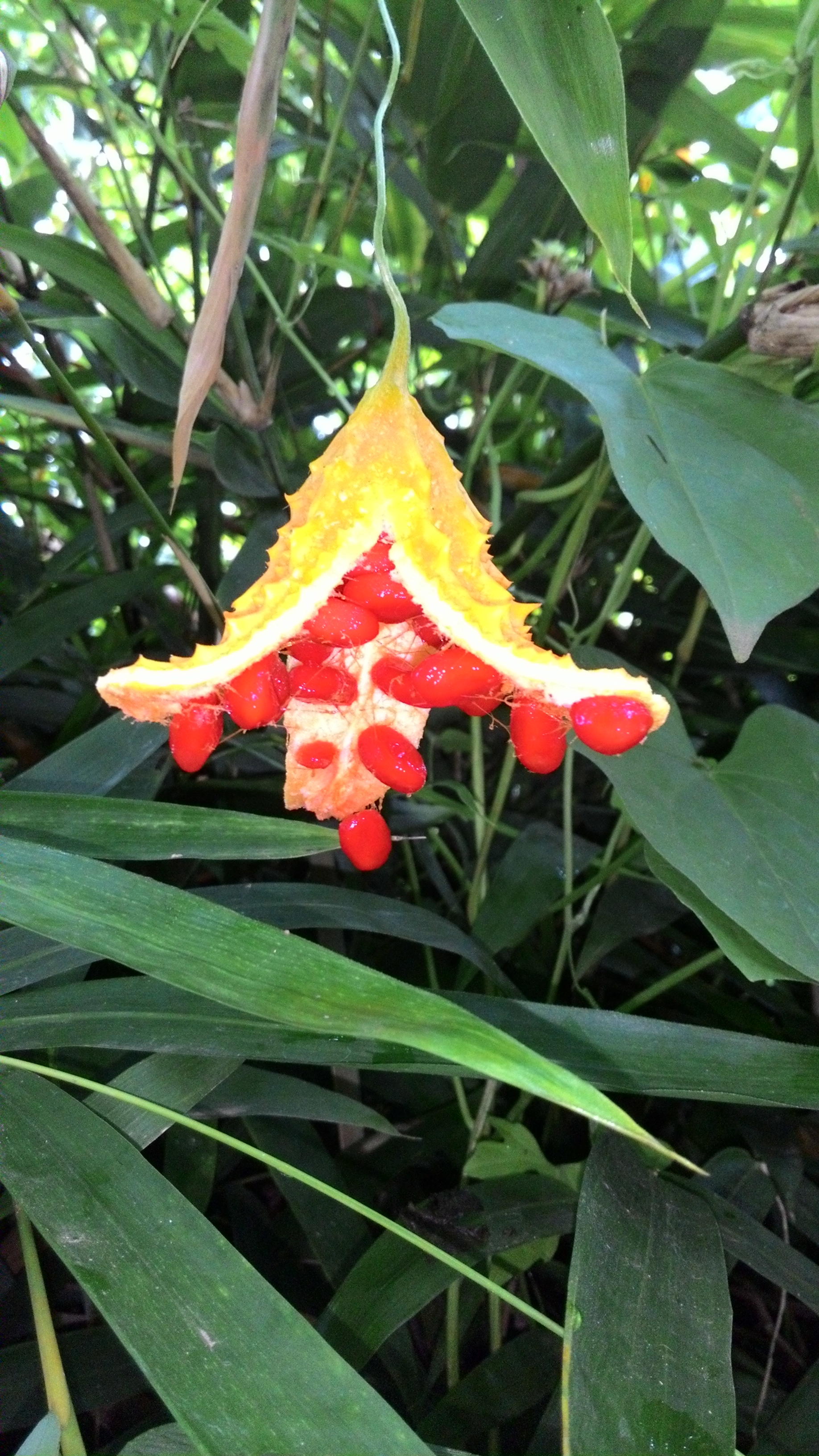
Geöffnete Frucht und Samen im roten Samenmantel

## Vorkommen
Momordica balsamina stammt ursprünglich aus Afrika südlich der Sahara. Sie wird auch in Indien und Pakistan kultiviert, auch in der Neotropis wurde sie eingeführt. Sie wächst in eher trockeneren Regionen.

## Taxonomie
Die Erstveröffentlichung von Momordica balsamina erfolgte 1753 durch Carl von Linné in Species Plantarum, 2, Seite 1009. Synonyme für Momordica balsamina L. sind: Momordica garriepensis Arn., Momordica huberi Tod., Momordica involucrata E.Mey. ex Sond., Momordica schinzii Cogn. ex Schinz, Nevrosperma cuspidata Raf.

## Verwendung
Die Früchte und Blätter können gekocht verwendet werden. Die rote „Pulpe“ wird gegessen. Die reifen Früchte sollen giftig sein.
Die Früchte, Samen und Blätter werden medizinisch verwendet. Unter Oleum Momordicae verstand man in der Pharmazie ein auf die Früchte von Momordica balsamina aufgegossenes Baumöl. Die Früchte und Blätter werden als Seifenersatz verwendet. Der Pflanzensaft kann medizinisch oder als Metallreiniger verwendet werden, auch wird er zu einem Pfeilgift verarbeitet. In der alten pharmazeutischen Literatur wurde der Balsamapfel auch lateinisch Momordica genannt.